# Filip Bilbija
Filip Bilbija (Berlino, 24 aprile 2000) è un calciatore tedesco, centrocampista del Paderborn.

## Carriera
Bilbija ha iniziato la sua carriera con l'Ingolstadt 04 con cui ha debuttato il 22 luglio 2018 nell'incontro di 3. Liga vinto 2-1 contro il Carl Zeiss Jena. Ha segnato il suo primo gol il 21 ottobre 2020 contro il Kaiserslautern. Il 3 giugno 2022 è stato acquistato a titolo definitivo dall'Amburgo e l'anno successivo ha firmato con il Paderborn.

## Statistiche

### Presenze e reti nei club
Statistiche aggiornate al 23 dicembre 2023.
| Stagione        | Squadra         | Campionato      | Campionato | Campionato | Coppe nazionali | Coppe nazionali | Coppe nazionali | Coppe continentali | Coppe continentali | Coppe continentali | Altre coppe | Altre coppe | Altre coppe | Totale | Totale | Totale |
| Stagione        | Squadra         | Comp            | Pres       | Reti       | Comp            | Pres            | Reti            | Comp               | Pres               | Reti               | Comp        | Pres        | Reti        | Pres   | Reti   |        |
| --------------- | --------------- | --------------- | ---------- | ---------- | --------------- | --------------- | --------------- | ------------------ | ------------------ | ------------------ | ----------- | ----------- | ----------- | ------ | ------ | ------ |
| 2019-2020       | Ingolstadt 04   | 3L              | 23+2       | 0          | CG              | 1               | 0               |                    | -                  | -                  |             | -           | -           | 26     | 0      |        |
| 2020-2021       | Ingolstadt 04   | 3L              | 35+2       | 5+1        | CG              | 1               | 0               |                    | -                  | -                  |             | -           | -           | 38     | 6      |        |
| 2021-2022       | Ingolstadt 04   | 2L              | 28         | 7          | CG              | 2               | 1               |                    | -                  | -                  |             | -           | -           | 30     | 8      |        |
| 2022-2023       | Amburgo II      | RL              | 1          | 1          |                 | -               | -               |                    | -                  | -                  |             | -           | -           | 1      | 1      |        |
| 2022-2023       | Amburgo         | 2L              | 13+1       | 1+0        | CG              | 2               | 0               |                    | -                  | -                  |             | -           | -           | 16     | 1      |        |
| 2023-2024       | Paderborn       | 2L              | 12         | 3          | CG              | 3               | 4               |                    | -                  | -                  |             | -           | -           | 15     | 7      |        |
| Totale carriera | Totale carriera | Totale carriera | 117        | 18         |                 | 9               | 5               |                    | -                  | -                  |             | -           | -           | 126    | 23     |        |